# 安娜·克里斯蒂娜·德索萨
安娜·克里斯蒂娜·梅内塞斯·奥利韦拉·德索萨（葡萄牙語：Ana Cristina Menezes Oliveira de Souza，2004年5月7日—），巴西女子排球运动员。她曾代表巴西参加2020年和2024年夏季奥林匹克运动会排球比赛，获得一枚银牌和一枚铜牌。
在俱樂部層面，她曾效力於佛朗明哥隊（Sesc Flamengo）和費內巴切奧佩特隊（Fenerbahce Opet）。

## 外部連結
- 安娜·克里斯蒂娜·德索萨在FIVB beach volleyball database（英语）
- 安娜·克里斯蒂娜·德索萨在European Volleyball Confederation（英语）
- 安娜·克里斯蒂娜·德索萨在Olympedia（英语）
- Ana Cristina de Souza vs SESI - (16 years old) - Superliga （页面存档备份，存于）
- 维基共享资源上的相關多媒體資源：安娜·克里斯蒂娜·德索萨

Template:2020年夏季奥林匹克运动会女子排球比赛巴西队阵容
Template:2024年夏季奥林匹克运动会女子排球比赛巴西队阵容